# 米尔科·马里亚诺维奇
米尔科·马里亚诺维奇（1937年7月27日—2006年2月21日），塞尔维亚政治家，塞尔维亚社会党高级成员，曾任塞尔维亚总理（1994年－2000年）。